# Тищенко, Константин Николаевич
Константи́н Никола́евич Ти́щенко (укр. Костянтин Миколайович Тищенко; 30 июля 1941, Глухов, Сумская область — 23 июля 2023) — украинский советский лингвист, педагог и переводчик. Доктор филологических наук (1992), профессор (1995).
Автор более 180 трудов по метатеории языкознания, знаковой теории языка, лингвистических закономерностей, вопросов оптимизации морфологического описания языка, преподавания языков, проблем развития языка, романского и восточного языкознания, а также цикла статей по германистике, славистике, кельтологии, баскскому языку, финскому языку, балканистике и алтаистике. Был преподавателем нескольких десятков различных языков. Читал лекции по общему языкознанию, вёл практические занятия по французскому, фарси, финскому, итальянскому, баскскому, валлийскому и др. языкам. В 2001—2010 годах был заведующим основанного им Лингвистического музея при Киевском университете. С 2011 года — профессор кафедры Ближнего Востока.
Профессор Тищенко известен своими взглядами на особое место украинского языка в рамках славянской языковой группы. По его мнению, украинский язык имеет 82 грамматические и фонетические особенности, названные им «уникальные черты» (укр. унікальні риси). Значительное количество таких особенностей — 34, являются, по мнению учёного, уникальными для украинского языка, но большинство, тем не менее, совпадают с особенностями тех или иных славянских языков. Так, Константин Николаевич выявил 29 общих «черт» с белорусским языком, ближайшим родственником украинского, 23 с чешским, 22 с польским, 29 и 27 с верхне- и нижнелужицким языками соответственно. Русский язык же, традиционно относимый вместе с украинским и белорусским к восточнославянским языкам, согласно представлениям Тищенко, имеет всего 11 общих «черт» с украинским. А, например, в вымершем полабском и в архаичном, сильно раздробленном на диалекты словенском, профессор находит больше общих «черт» с украинским — 19 и 18 соответственно.

## Основные публикации
- Интенсивный курс французского языка. Учебник для вузов. — К.: Вища школа, 1984 (соавтор).
- Українсько-французький словник. — К.: Рад. школа, 1986 (соавтор).
- Українсько-французький словник. — Ирпень: Перун, 1994 (соавтор).
- Лінгвістичний навчальний музей // Національний університет ім. Т. Шевченка. Довідник. — К.: КНУ, 1996.
- Oro delle steppe dell’Ucraina. — Виченца.: Ed. Fiera di Vicenza, 1997.
- Ф. де Сосюр. Курс загальної лінгвістики (пер. з фр., коментар і наук. редакція). — К.: Основи, 1998 (переводчик).
- Метатеорія мовознавства. — К.: Основи, 2000.
- Мови Європи. Атлас-календар 2001. — К., Львов: Кальварія.
- Класифікація законів мовознавства // Наукові вісті НТУУ «КПІ». — 2005, № 2. — С. 130—138.
- Основи мовознавства: Системний підручник. — К., 2007. — 304 с.
- Етномовна історія прадавньої України. — К.: Аквілон-Плюс, 2008. — 480 с.
- Арабський пласт топонімії України VII—XIII ст. — К., 2008. — 64 с.
- Італія і Україна: Тисячолітні етномовні контакти. — К.: Аквілон-Плюс, 2009. — 192 с.
- Іншомовні топоніми України: Етимологічний словник-посібник. — Тернополь, 2010. — 240 с.

К. Н. Тищенко — автор ряда статей для УСЭ.
Похоронен на Берковецком кладбище.

## Награды
- Лауреат премии Министерства высшего образования СССР как лучший преподаватель (1988, 1990).
- Орден «За заслуги перед Итальянской Республикой» — за выдающийся вклад по изучению и распространению итальянского языка и культуры (2003).[5]
- Рыцарский орден Белой розы Финляндии I класса — за многолетнее преподавание финского языка и научные достижения в финнознании (2005).[6]
- Заслуженный работник образования Украины (2008).
- Орден «За заслуги» III степени (2010).